# Lake Uloowaranie
Der Lake Uloowaranie ist ein See im Nordosten des australischen Bundesstaates South Australia. 
Der See liegt am Unterlauf des Diamantina River am Westrand der Strzelecki-Wüste, ca. 55 km südlich von Birdsville.